# Agathotanais splendidus
Agathotanais splendidus är en kräftdjursart som beskrevs av Kudinova-pasternak 1968. Agathotanais splendidus ingår i släktet Agathotanais och familjen Agathotanaidae. Inga underarter finns listade i Catalogue of Life.